# Ocuparea Smirnei
Ocuparea Smirnei (Izmirului) de către Regatul Greciei a avut loc în perioada 15 mai 1919 – 8 septembrie 1922, în conformitate cu înțelegerile dintre Puterile Aliate care au procedat la împărțirea Imperiului Otoman. Regiunea a fost condusă de Înaltul Comisar Aristidis Stergiadis. Nu au avut loc ostilități între trupele grecești și cele otomane în timpul Primului Război Mondial. Ocupația elenă a fost un eveniment controversat, dat fiind faptul că principala intenție a Aliaților a fost echilibrarea expansiunii italiene în Anatolia. Acordul italiano-anglo-francez de la Saint-Jean-de-Maurienne (26 aprilie 1917) a fost parțial încălcat prin ocuparea de către greci a regiunii Smirna, care era un teritoriu promis prin sus-numita înțelegere Italiei. Ocupația elenă a fost unul dintre evenimentele care au acționat ca un catalizator al fondării Mișcării Naționale Turce și al stabilirii unei colaborări între Italia și Marea Adunare Națională a Turciei.

## Contextul istoric

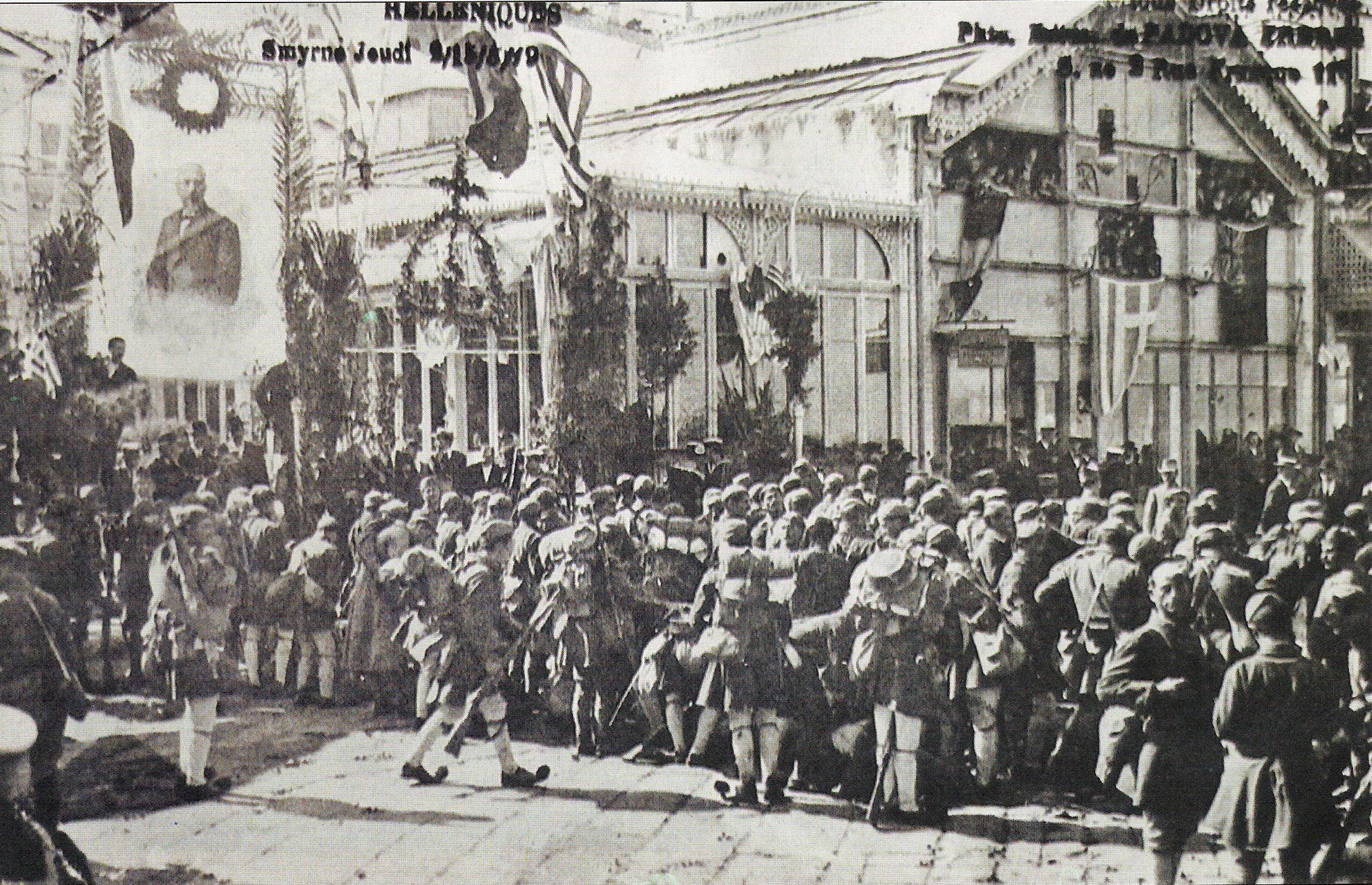
Soldații greci preluându-și posturile în 1919.

După înfrângerea Imperiului Otoman în Primul Război Mondial, Aliații victorioși au negociat în cadrul Conferinței de Pace de la Paris (1919) împărțirea teritoriului otoman. Mai înainte de deschiderea conferinței, Regatul Unit ocupase deja capitala imperială, Constantinopol, iar Franța ocupase în Cilicia. Italienii aveau promisiuni din partea francezilor și britanicilor că putea ocupa Antalia și Izmirul.
Italia nu avea cunoștințe ca britanicii promiseseră grecilor zone însemnate din Asia Mică ca recompensă pentru sprijinul lor în timpul războiului. Delegația italiană de la Conferința de Pace de la Paris, înfuriată de opoziția SUA la ocuparea de către italieni a Dalmației, (al cărei control urma să îl primească în conformitatea cu prevederile Tratatului de la Londra din 1915), și de ocuparea de către Grecia a Anatoliei occidentale a părăsit Conferința și nu s-a mai reîntors decât pe 5 mai. Absența negociatorilor italieni i-a permis lui  Lloyd George să îi convingă pe francezi și americani să accepte ocuparea de către Grecia a Smirnei și să defavorizeze operațiunile italiene în vestul Anatoliei.
În această perioadă, forțele italiene venite din Dodecanez au debarcat la Antalya pe 9 martie 1919. Italienii au ocupat în următoarele luni orașe din sud-vestul Anatoliei precum Konya, Fethiye, Söke, Bodrum și Kușadası, amenințând în același timp Smirna.
Armistițiul de la Moudros prevedea în articolul 7 că puterile aliate sunt îndreptățite să ocupe orice punct de importanță strategică în condițiile în care securitatea aliaților este amenințată în vreun fel.
Susținătorul  cel mai puternic al ocupației elene a unor teritorii otomane a fost premierul britanic David Lloyd George, și aceasta în ciuda opoziției puternice din partea propriului cabinet. Diplomația britanică susținea că Grecia se dovedise deja incapabilă să păstreze ordinea în Salonic și era clar că nu era capabilă să administreze regiuni întinse din Asia Mică. Pentru a-și atinge scopul,  Lloyd George a inventat un raport care afirma că milițiile turce ar fi amenințat securitatea comunității elene din Smirna. Acest raport l-a impresionat pe președintele american Woodrow Wilson, care a fost de acord cu acțiunea elenilor, în vreme ce premierul francez  Georges Clemenceau a aprobat planurile pentru debarcarea grecilor sperând astfel să limiteze  the landing with the hope of limiting further Italian gains.

## Istoric

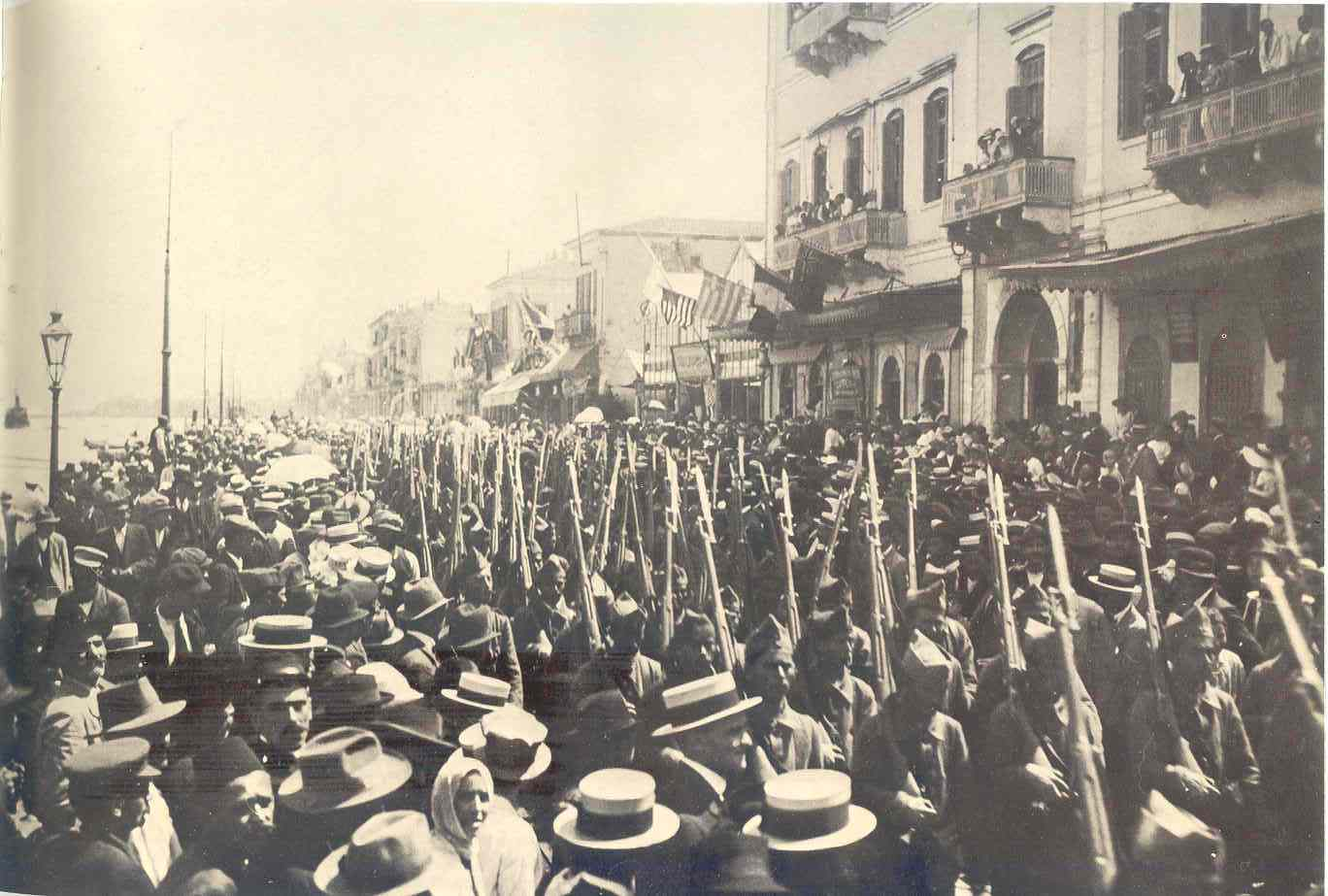
Trupele elene mărșăluind pe strada litorală a Smirnei, mai 1919

Premierul elen Eleftherios Venizelos a fost de acord să trimită trupe în Smirna imediat ce italienii au debarcat la Antalya și a format o administrație militară la scurtă vreme după efectuarea propriei debarcări. Venizelor plănuia anexarea Smirnei și la un moment dat a părut că acest deziderat este atins în momentul în care a fost semnat Tratatul de la Sèvres din august 1920.

### Debarcarea elenă la  Smirna (1919)

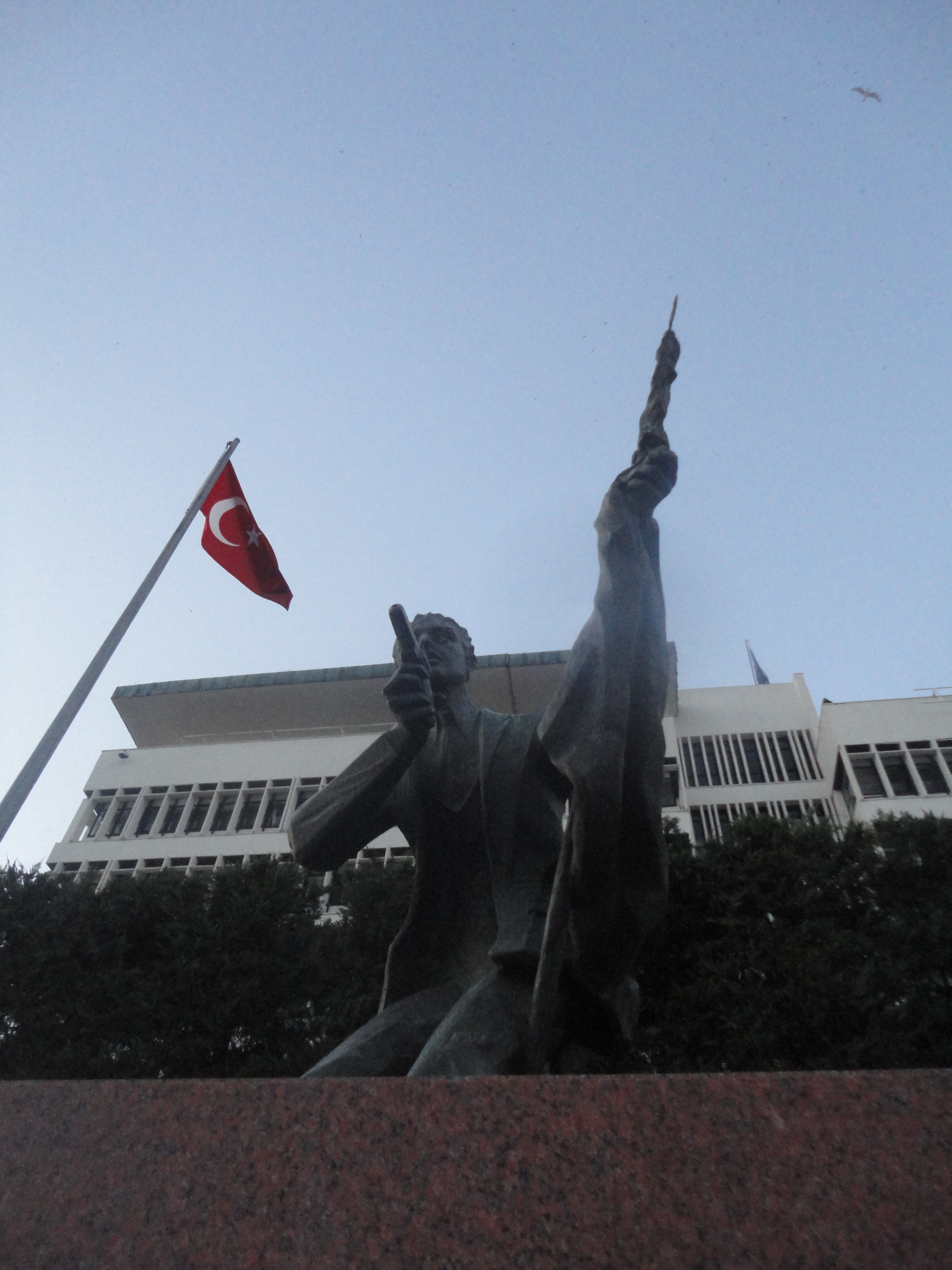
Monmentul primului foc de armă tras în Războiul de Independență al Turciei

Pe 15 mai 1919, 20.000 de soldați eleni au debarcat la Smirna și au preluat controlul asupra orașulului și a regiunii învecinate sub acoperirea vaselor grecești, francize, amereicane și britanice , fiind întâmpinați ca adevărați eliberatori de către populația greacă locală. Jurnalistul turc Hasan Tahsin și câțiva prieteni au hotărât să armatei elene. Tahsin a tras primul foc al Războiului de Independență al Turciei atunci când a încercat să îl asasineze pe comandantul grec. El în schimb a ucis un portdrapel grec, continuând după aceasta să tragă asupra soldaților eleni. Militarii greci au reușit să îi aresteze și execute pe Hasan Tahsin și prietenii săi. În Izmir a fost ridicat în zilele noastre un monument al primului foc de armă tras în timpul Războiului de Independență.

#### Prima zi a ocupației
Debarcarea a fost haotică și a deschis o lungă listă a atrocităților care aveau să continue de-a lungul întregului conflict greco-turc. Von Mikusch a notat: „Mulțimea de creștini se dezlănțuie și strigă… Mulți cad sub loviturile de baionetă. Bărbații sunt  forțați să își rupă fesurile de pe cap și să le calce în picioare – cel mai grav ultraj pentru un musulman – toți cei care refuză sunt tăiați cu săbiile. Vălurile sunt smulse de pe chipurile femeilor. Gloata începe să jefuiască casele musulmanilor”. Au existat mai mulți martori oculari occidentali ai evenimentelor din Smirna. Comandantul american al USS Arizona a scris:
Bătrâni  și alți civili turci neînarmați și inofensivi au fost doborâți de greci, uciși prin înjunghiere cu cuțite sau baionete și, după aceea, după ce le-au fost smulse de pe trupuri hainele și bunurile de valoare, au fost aruncați în mare… Au fost citate de către aceeași martori oculari situații speciale în care soldați și ofițeri turci au fost înjunghiați în spate cu baionetele de către gărzile lor elene, în vreme ce gloata le-a golit buzunarele și le-a aruncat trupurile în mare. 
Donald Whitall, rezident britanic în Smirna a declarat că: 
Eu am  fost de la cădirea vămii până la Kramer Palace Hotel martor fără voie la masacrul a aproximativ treizeci de bărbați neînarmați, care se deplasau cu mâinile deasupra capului. Acest măcel a fost comis doar de soldații greci… în apropierea locului de debarcare a bărcilor Cordelio am văzut mai mulți împușcați 

### Situația turcilor în perioada ocupației
Primele două luni de ocupație au fost descrise  în fața Senatul Statelor Unite ale Americii de către James Harbord, care avusese misiunea evaluării situației creștinilor armeni din Imperiul Otoman:
„Trupele elene și localnicii greci înarmați care li s-au alăturat au declanșat un masacru general al populației musulmane în care oficialii și ofițerii otomani și soldații, ca și locuitorii pașnici au fost uciși fără deosebire sau supuși la forme de tortură și  brutalități demne de Inchiziției, care constituie în toate cazurile violări barbare ale legilor omeniei. Protestele au fost puternice în mod normal în rândurile populației musulmane. Întreaga națiune s-a ridicat împotriva acțiunii dușmănoase barbare a grecilor. Au fost organizate mitinguri în orașe și chiar în sate și au fost trimise sute de telegrame către Puterile Antantei și către întreaga lume civilizată, apelând cu lacrimi în ochi pentru protecție și ajutor”
.

### Reacția turcilor la debarcare
În timp ce trupele elene înaintau spre cazarma unde comandantul turc Ali Nadir Pașa avea ordine să nu opună nicio rezistență, un turc din mulțime a deschis focul asupra grecilor, ucigând un stegar grec. Soldații greci au intrat în panică și au deschis focul  asupra cazărmii și a clădirilor guvernamentale. Aproximativ 300-400 turci  și cam 100 de greci (dintre care 2 militari) au fost uciși sau răniți în prima zi a debarcării.
Debarcările armatei elene au fost evenimentul declanșator al  Războiului de Independență al Turciei și au fost marcate de preluarea conducerii naționaliștilor turci de către Mustafa Kemal, care a ajuns la Samsun pe 19 mai (la patru zile de la debarcarea elenă). Kemal  a concentrat toate forțele naționale în jurul noului guvern de la Ankara, care a încetat să mai recunoască autoritatea administrației otomane din Constantinopol, care avea să fie silit pe 10 august 1920 să semneze Tratatul de la Sèvres. Prin acest act, Imperiul Otoman ceda în mod oficial către Grecia teritoriile pe care elenii le ocupaseră deja.

### Alte reacții la debarcările elene
Italia a fost profund nemulțumită de pierderea teritoriilor care îi fuseseră promise și și-a schimbat poziția politică, manifestând o tot mai mare simpatie față de cauza naționaliștilor turci. Franța a acceptat la scurtă vreme la un armistițiu cu forțele lui Kemal Mustafa. Pe de altă parte, britanicii aveau interesul să îl înfrângă pe Kemal și a permis grecilor să continue invazia în adâncimea teritoriului anatolian.

### Cucerirea Ismirului de către turci (septembrie 1922)
Operațiunile militare ale grecilor în adâncimea teritoriului anatolian s-au dovedit un dezastru și, până în anul 1922, armata greacă a fost înfrântă de forțele lui Kemal și obligate să se retragă în bazele de plecare din Smirna. Un responsabil britanic din Smirna a remarcat că „Grecii și-au dat seama că trebuie să plece, dar ei sunt hotărâți să lase în urmă un pustiu, indiferent ale cui interese vor fi afectate astfel. Tot ceea ce vor avea timp și mijloace să fie mutat va fi transportat în Grecia; turcii vor fi jefuiți iar casele și căminele lor incendiate”.. Înaintarea rapidă a turcilor nu le-a permis grecilor să transporte un volum mare de bunuri în patrie, dar în timpul ei au aplicat politica  „pământului pârjolit” (vezi și Politica „pământului pârjolit” în războiul greco-turc din 1919-1922), lăsând teritorii importante în ruină și condamnând populația la foamete. Există estimări conform cărora cel puțin 3.000 de oameni și-au pierdut viața doar în timpul incendierii orașului Alașehir.
Pe 9 septembrie, armata turcă a intrat în Ismir (Smirna), la două zile după ce autoritățile elene părăsiseră orașul. În oraș au izbucnit violențe, populația creștină suferind atacurile ale soldaților sau civililor turci. Arhiepiscopul grec Chrysostomos a fost linșat de mulțimea furioasă, în rândul căreia au fost identificați și soldați turci. Pe 13 septembrie a izbucnit un puternic incediu în Smirna, al cărui focar inițial a fost localizata în cartierul armenesc. Populația creștină s-a refugiat pe cheiul portului, iar cartierele creștine au fost complet distruse de foc. Responsabilitatea pentru declanșarea incendiului este o problemă controversată, unele surse considerându-i pe turci responsabili, iar altele pe greci sau armeni. Sunt date cifre variabile ale victimelor, între 10.000 și  100.000 de oameni. Ceea ce se știe cu siguranță este faptul că civilii greci și armeni au murit în incendiu sau în timpul violențelor stradale.

## Compoziția etnică a orașului
Compoziția atnică a sanjakului Smirna conform estimărilor britanice (1919)
     greci (49%)
     turci (24%)
     alții (armeni, evrei, levantini) (27%)
Britanicii estimau în 1919 că grecii numărau în sanjakul Smirna (orașul Smirna și unitatea administrativă a cărei capitală era) aproximativ 375.000 de oameni, față de 325.000 de musulmani.. Americanii au estimări sensibil egale. Alte surse afirmă că grecii aveau nu doar o majoritate relativă, ci una absolută în regiunea amintită.
Sursele otomane contestă majoritatea relativă sau absolută a grecilor și susțin că populația creștină din İzmir era net minoritarăi. În schimb, sursele grecești susțin că elenii formau majoritatea absolută în zonă.
Alte surse indică faptul că înainte de război doar grecii numărau 130.000 de oameni și exclud din numărătoarea celor 250.000 de locuitori pe armenii creștini. Elitele conducătoare din Imperiul Otoman numeau deseori orașul „Gavur Izmir – Smirna Ghiaură (Necredincioasă)” datorită  prezenței masive a creștinilor în oraș

## Cultura
În timpul ocupației orașului, grecii au fondat un număr de instituții culturale în oraș, printre acestea aflânduse „Universitatea Ioniană din Smirna” (Ιωνικό Πανεπιστήμιο Σμύρνης). Fondatorul universității a fost matematicianul fanariot Constantin Carathéodory. autoritățile elene ale orașului au luat o serie de măsuri pentru îmbunătățirea calității vieții locuitorilor orașului.

## Efecte
Acordul de la Saint-Jean-de-Maurienne din 26 aprilie 1917 prin care erau stabilite zonele de interes ale Franței, Regatului Unit și Italiei a fost încălcat în defavoarea celei din urmă prin acceptarea ocupării de către greci a Smirnei și a regiunii înconjurătoare. Mai înainte de declanșarea ocupației, delegația italiană de la Conferința de Pace de la Paris, nemulțumită de lipsa de progrese în ceea ce privește acordarea controlului asupra Dalmației, a părăsit în semn de protest Parisul și nu s-a mai reîntors decât pe 5 mai. Absența delegației italiene i-a permis lui Lloyd George să îi convingă pe francezi și americani să accepte ocupația elenă a Smirnei, ca parte mai largă a planului britanic de limitare a creșterii influenței italiene în vestul Anatoliei.
Ocuparea Smirnei și violențele care au urmat au reprezentat unul dintre motivele pentru care Grecia și Turcia au adoptat în 1923 soluția schimbului de populație.

## Vedeți și
- Aristidis Stergiadis
- Marele incendiu din Smirna
- Războiul greco-turc (1919-1922)
- Războiul de Independență al Turciei